# Кошман Нікіта Олегович
Нікіта Олегович Кошман (…) — український фехтувальник на шпагах.

## Спортивна кар'єра
З 2021 року почав міжнародні виступи на етапах Кубка світу та Гран-прі в особистих змаганнях. У кінці сезону сенсаційно став чемпіоном України.
Перші вагомі спортивні досягнення почав здобувати з сезону 2022 року. Після того як багато досвідчених українських шпажистів завершили кар'єру, молодий Кошман почав потрапляти у склад на командні змагання. 11 лютого на етапі Кубка світу в Сочі, українська збірна у складі: Кошман, Рейзлін, Свічкар та Сич, виграла срібні медалі, поступившись у фіналі господарям змагань, збірній Росії. В особистих змаганнях посів 60-те місце. На наступному етапі, який відбувся у Парижі, Свічкара замінив Свістіль, а українська команда виграла бронзові медалі. В особистих змаганнях посів 82-ге місце.

## Медальна статистика
Командні медалі
| Сезон   | Дата           | Місце проведення | Турнір      | Результат |
| ------- | -------------- | ---------------- | ----------- | --------- |
| 2021/22 | 13 лютого 2022 | Сочі, Росія      | Кубок світу | Срібло    |
| 2021/22 | 17 квітня 2022 | Париж, Франція   | Кубок світу | Бронза    |